# Kjelfossen
Kjelfossen è una cascata della Norvegia, tra le più alte d'Europa, potendo contare su un dislivello complessivo di 705 m, suddiviso in diversi salti il più alto dei quali è di 149 m. L'altezza totale non è mai stata calcolata accuratamente sicché su alcune fonti è citata con 840 m, su altre 755 m.
Dei tre rami in cui si divide il salto principale, il più ampio (quello di sinistra) è chiamato Kjelfossen o Stor Kjelfossen, quello di mezzo è chiamato Vetle Kjelfoss, mentre quello di destra (nonché il minore in termini di portata) ha diversi nomi.

## Posizione
La cascata si trova nei pressi del villaggio di Gudvangen nel comune di Aurland, nella contea di Vestland, ed è generata dal fiume Kjelfossgrovi. Essa si trova nei pressi dell'estremità del fiordo Nærøyfjord dove sfocia il fiume.
A 18 km ad est sorge il villaggio di Flåm, mentre Aurlandsvangen si trova a 27 km.

## Galleria d'immagini

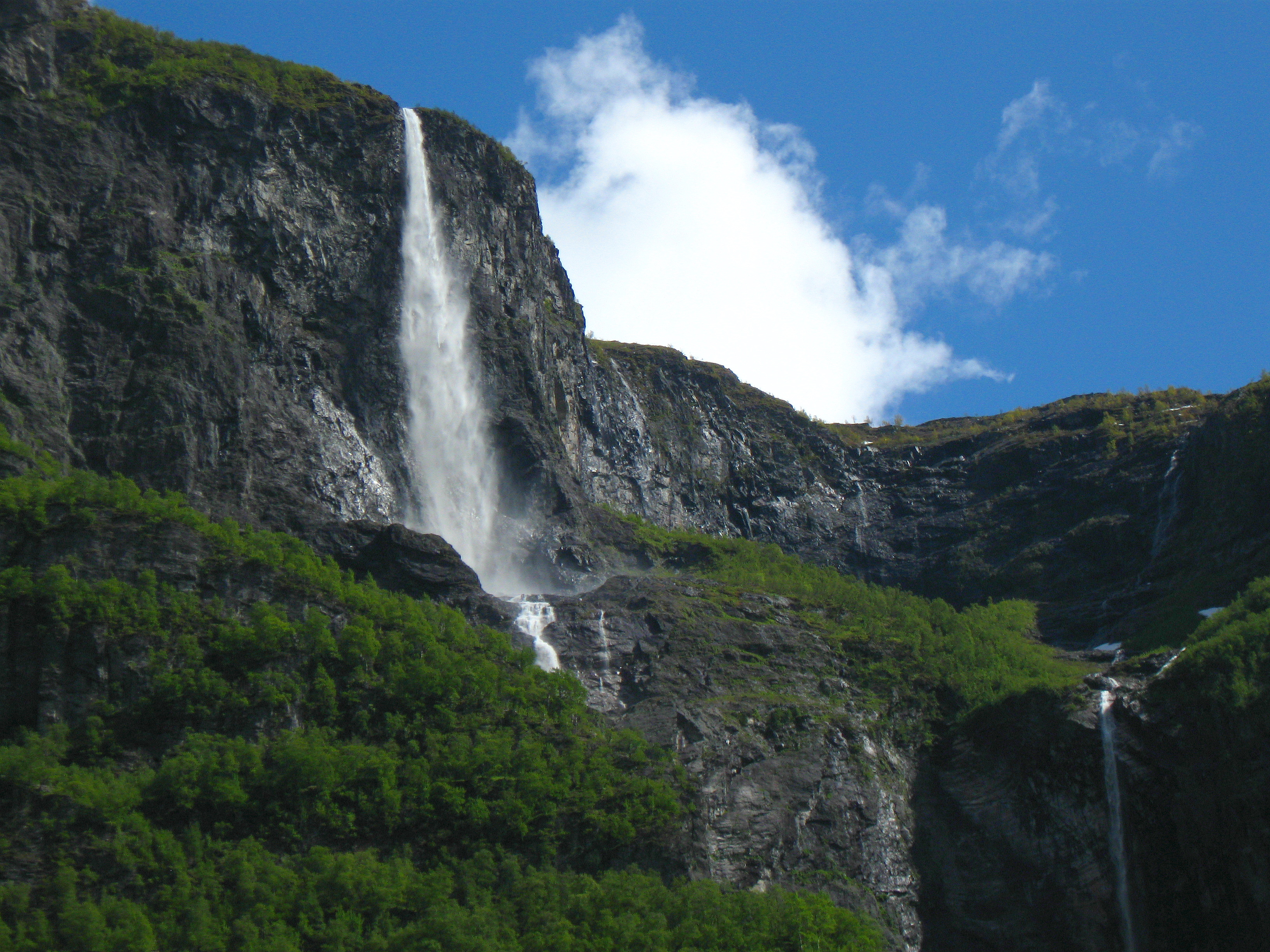
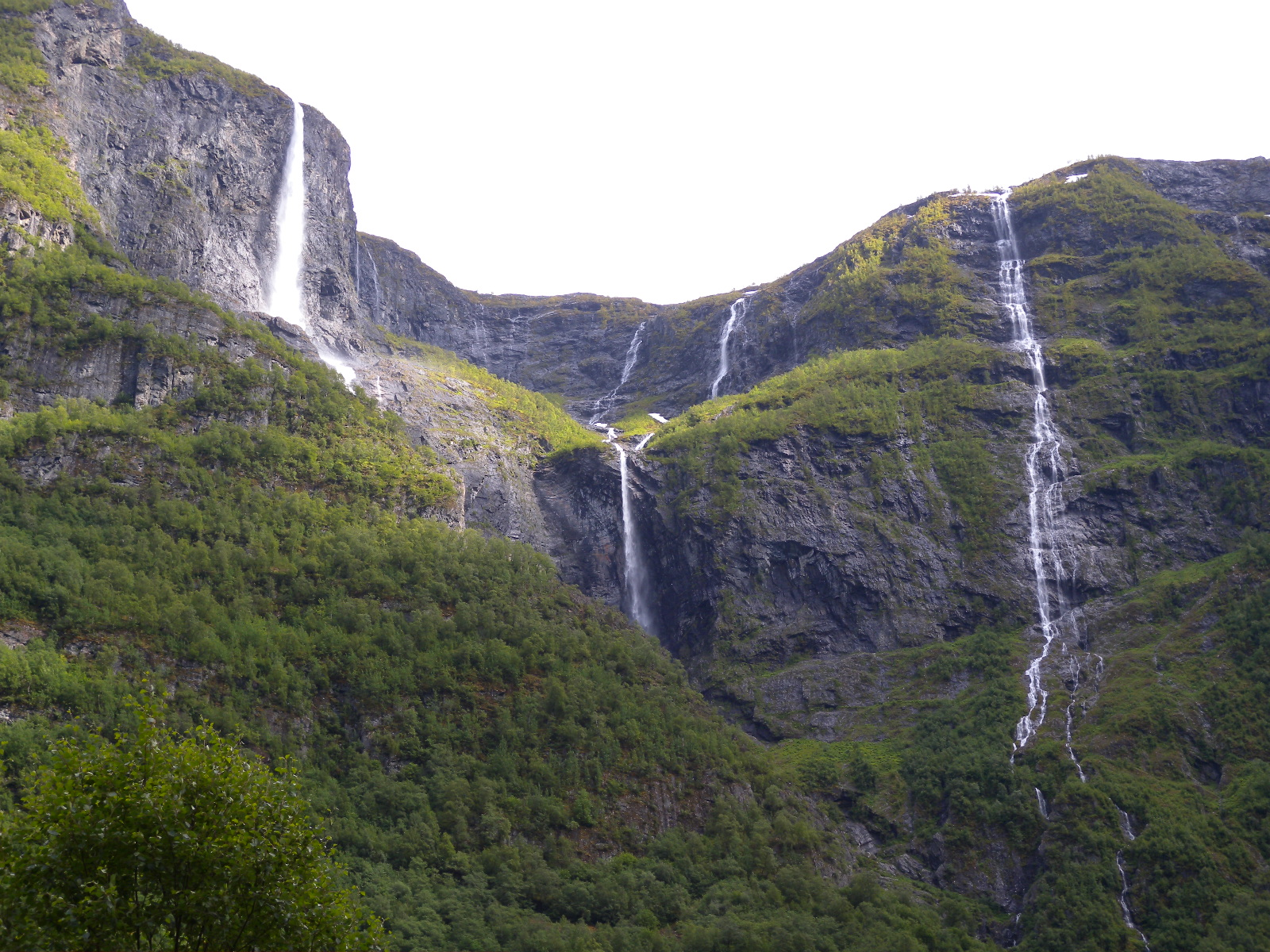
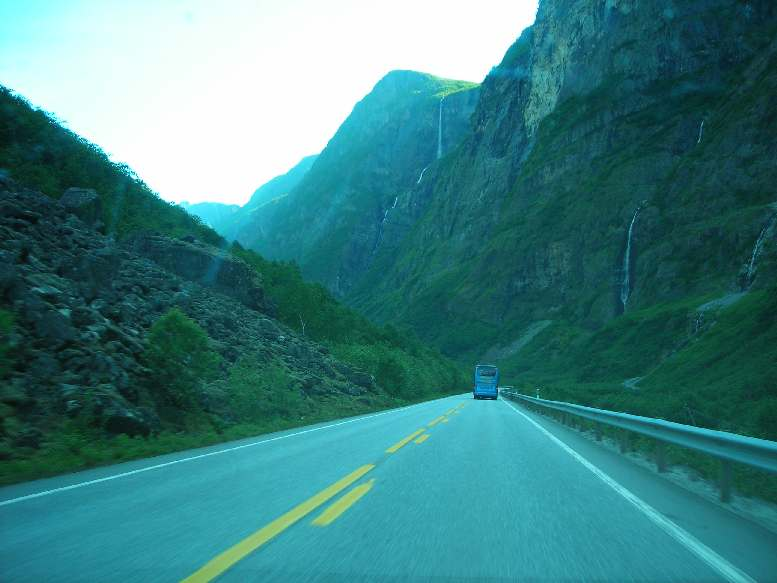
La cascata vista dall'autostrada E16.